# 靳善忠
靳善忠（1949年5月14日—），男，山西原平人，中华人民共和国政治人物。

## 生平
早年毕业于北京钢铁学院矿机专业。1983年，任太原电石厂副厂长、厂长。1998年，任中共大同市委副书记、市长。2000年，升任中共大同市委书记。2001年11月任山西省人民政府副省长。